# Лавиния (роман)
«Лави́ния»  (англ. Lavinia) — последний роман американской писательницы Урсулы Ле Гуин. Впервые опубликован в 2008 году; в 2009 году награждён литературной премией «Локус».
На русском языке публиковался в переводе Ирины Тогоевой.

## Содержание
Роман можно условно охарактеризовать как фанфик по «Энеиде» Вергилия, написанный от лица второстепенного персонажа поэмы: Лавинии, дочери царя Латина. Вергилий уделяет ей совсем мало внимания — несмотря на то, что она предназначена в жёны главному герою, Энею.
Эпиграф — латинская цитата из Вергилия:

sola domum et tantas servabat filia sedes,

iam matura viro, iam plenis nubilis annis.

multi illam magno e Latio totaque petebant

Ausonia…

В классическом русском переводе
Сергея Ошерова этот фрагмент (VII, 52—55) звучит так:

Дочь лишь была у него, наследница многих владений:

Стала невестой она, по годам созрела для брака,

Много из Лация к ней женихов и со всей Гесперии

Сваталось…

В первой половине романа Ле Гуин довольно близко следует событиям «Энеиды», делая лишь небольшие изменения — в частности, последовательно устраняя из рассказа многие элементы чудесного. К примеру, корабли троянцев не превращаются в морских нимф; Ютурна — не речное божество, а обычный человек; отсутствует явно показываемое божественное вмешательство, не появляются как действующие лица эллинизированные, греко-римские антропоморфные фигуры божеств — Венера-Афродита, Юнона-Гера и другие — знакомые Вергилию, но неизвестные жителям Лация бронзового века, к которому отнесено действие романа.
В этой части книги антагонист — Амата, мать Лавинии.
На смерти Турна поэма Вергилия заканчивается, однако в романе этот момент приходится примерно на середину повествования и отмечается следующими словами:

Но как мне быть дальше? Я потеряла моего проводника, моего Вергилия. Через всё, что осталось после конца, нужно идти самой… Я следовала за ним до центра лабиринта — теперь должна отыскать выход назад в одиночку.
Оригинальный текст (англ.)But what am I to do now? I have lost my guide, my Vergil. I must go on by myself through all that is left after the end… I came to the center of the maze following him. Now I must find my way back out alone.

Дальнейшую жизнь Лавинии Ле Гуин конструирует самостоятельно, поскольку у Вергилия для этого имеются лишь скупые намёки вроде пророчества Анхиза в VI книге. Во второй половине романа антагонист — Асканий, сын Энея от первой жены.
«Лавиния» — метапроза: главная героиня осознаёт, что является персонажем поэмы, и беседует с выдумавшим её и остальных героев автором. Важное место занимает интертекстуальность; так, в разговорах Лавинии с духом Вергилия содержатся отсылки к Данте и Лукрецию.